# Boldogasszonyfa
Boldogasszonyfa is een plaats (község) en gemeente in het Hongaarse comitaat Baranya. Boldogasszonyfa telt 501 inwoners (2001).